# Федорин Ярослав Володимирович
Федорин Ярослав Володимирович —борець за незалежність України у ХХ столітті, український політик.
К.геол.-мін.н. (1981), д.фіз.-мат.н. (1992); президент ЗАТ «Інтелектуальні технології — ІТ»; президент «Столичного ділового клубу»; співголова Народно-патріот. об'єднання «За Україну» (з 07.2001); заст. голови ТПУ, чл. політвиконкому ТПУ.

## Біографія
Народився 01 червня 1955 року у селі Птича, Дубенський район, Рівненська область. Українець.
Володіє англійською мовою.
Захоплення - спорт.

## Родина
Батько - Володимир Федорович, 1919 - 1991 рр. -  шофер колгоспу
мати - Ганна Василівна, 1934 року 0 пенсіонерка
дружина - Олена Євгенівна, 1955 року - державний службовець
син - Дмитро, 1981року.

## Освіта
Львівський державний університет ім. Івана Франка, геологічний  факультет, закінчив в 1977 році. Аспірант Інституту геолог наук АНУ  - 1977 - 1981 рр.Кандидатська дисертація «Геологічна будова і корисні копалини регіонів України»; докторська дисертація «Математичне моделювання найдавніших етапів формування Землі» 1992 року.

## Кар`єра
- 1977 - 1992 рр. - аспірант, м.н.п., с.н.п., Ін-т геологічних наук АНУ.
- 1992 року - завідувач відділу науково-технічної стратегії та формування національних програм. Державна дума України.
- грудень 1992 року - травень 1993 року - керівний експертно-аналітичного центру, керівник служби 1-го Віце-прем'єра України І.Р.Юхновського.
- квітень 1993 року - 1994 року - головний спеціаліст відділу з питань науки, КМ України.
- 1994 - 1995 рр. - директор з питань інвестицій та розвитку, ТОВ «Карбон».
- 1995 року -  генеральний директор, Інвестиційна компанія «Геопромресурс».
- Член НРУ 1989 - 1999 рр., голова Київської міської організації НРУ, Голова Київського міського комітету допомоги Литві.
- Член президії Центрального проводу НРУ жовтень 1997 року - березень 1999 року.
- Член УНР 1999 - 2000 рр.
- Член Центрального проводу РУХу (УНР) з грудня 1999 року.

## Політична кар`єра
Народний депутат України 2 скликання з грудня 1995 року  (2-й тур) по квітень 1998 року, Голосіївський виборчий  округ № 4, Київ. Висунутий виборцями.
Член Комітету з питань паливно-енергетичного комплексу, транспорту і зв'язку.
Член фракції НРУ. На час виборів - генеральний директор інвестиційної компанії «Геопромресурс», Член НРУ.Березень 2006 року кандидат в народні депутати України від Виборчого блоку політичних партій Б.Олійника та М.Сироти, № 9 в списку. На час виборів - президент ЗАТ «Інтелектуальні технології - ІТ». Член ТПУ.
Народний депутат України 3 скликання березень 1998 року - квітень 2002 року від НРУ, № 20 в списку. На час виборів - народний депутат України. Член НРУ.
Член фракції НРУ травень 1998 року - червень 2001 року. Квітень 2000 року - фракція УНР. Позафракцією червень - листопад 2001 року.
Член фракції партії «Єдність» з листопада 2001 року.
Член Комітетуту з питань паливно - енергетичного комплексу, ядерної політики та ядерної безпеки - липень 1998 року - квітень 2001 року.
Член Комітету з питань науки і освіти з квітня 2001 року.
Голова Партії підтримки вітчизняного товаровиробника - 2000 рік по січень 2002 року.
Академік Інженер академії України 2001 рік.
Орден «За заслуги» III ст. (08.1999).
Орден «За заслуги» II ст. (09.2009).
Автор (співававтор) понад 130 наукових праць, зокрема 3 монографій, 22 патентів в галузі інформаційних технологій.